# Portowiec Gdańsk
Portowiec Gdańsk – polski klub piłkarski z siedzibą w Gdańsku, założony w 1957.

## Historia
- 1957 – KS (Klub Sportowy) Portowiec Gdańsk
- 1969 – MRKS (Morski Robotniczy Klub Sportowy) Gdańsk - fuzja z Motławą Gdańsk
- Po sezonie 2000/2001 klub wycofano z rozgrywek
- 2009 – reaktywacja klubu pod nazwą KS (Klub Sportowy) Portowiec Gdańsk i przystąpienie do Klasy B
- 2014 – awans do V ligi

## Portowiec dzisiaj
Klub reaktywowany przez mieszkańców Nowego Portu przystąpił w sezonie 2009/2010 do rozgrywek Klasy B by zapewnić sobie awans do Klasy A już na dwie kolejki przed zakończeniem sezonu.

## Sukcesy
- gra w III lidze w sezonach (7): 1976/77, 1977/78, 1978/79, 1980/81, 1982/83, 1983/84, 1985/86

## Występy ligowe
Źródło:
- 1998/1999: Liga okręgowa, grupa Gdańsk – 10. miejsce
- 1999/2000: Liga okręgowa, grupa Gdańsk – 8. miejsce
- 2000/2001: Liga okręgowa, grupa Gdańsk I – 2. miejsce
- 2001/2002 - 2007/2008: klub nie brał udziału w rozgrywkach
- 2009/2010: Klasa B, grupa Gdańsk III – 1. miejsce
- 2010/2011: Klasa A, grupa Gdańsk II – 7. miejsce
- 2011/2012: Klasa A, grupa Gdańsk II – 4. miejsce
- 2012/2013: Klasa A, grupa Gdańsk II – 3. miejsce
- 2013/2014: Klasa A, grupa Gdańsk II – 1. miejsce
- 2014/2015: V liga, grupa Gdańsk I – 13. miejsce
- 2015/2016: Klasa A, grupa Gdańsk I – 7. miejsce
- 2016/2017: Klasa A, grupa Gdańsk I – 6. miejsce
- 2017/2018: Klasa A, grupa Gdańsk I – 1. miejsce
- 2018/2019: Klasa okręgowa, grupa Gdańsk I – 13. miejsce
- 2019/2020: Klasa A, grupa Gdańsk II – 14. miejsce
- 2020/2021: Klasa A, grupa Gdańsk II – 11. miejsce
- 2021/2022: Klasa A, grupa Gdańsk II – 9. miejsce
- 2022/2023: Klasa A, grupa Gdańsk II – 1. miejsce
- 2023/2024: Klasa okręgowa, grupa Gdańsk I – 14. miejsce

Portowiec rocznik 2006 zajęło 14. miejsce w turnieju api cup w Zakopanem